# César del Valle
Rafael César del Valle Galván (Tandil, 6 de noviembre de 1950) es un político y docente argentino, que asumió el 10 de diciembre de 2010 como ministro de Obra Pública hasta el 30 de septiembre de 2012. También se desempeñó como secretario de Obras Públicas y Medio Ambiente de la Municipalidad de General Roca, desde junio de 2004 hasta diciembre de 2011.

## Biografía
Nieto de don José del Valle y Gutiérrez, aristócrata asturiano perteneciente a una de las familias nobles más pudientes de la época, e hijo de Rafael del Valle, un empresario español que emigró a Argentina durante el período previo a la guerra civil española, César es el más joven de tres hermanos, los cuales nacieron y crecieron en la ciudad de Tandil.
Otros miembros célebres de su familia son María Luz del Valle Menéndez, marquesa cuyo título ostenta Grandeza de España, esposa de Carlos Arias Navarro, presidente del Gobierno de España durante la Dictadura de Francisco Franco y la Transición española, ambos titulares del Marquesado de Arias Navarro, y la reputada bióloga asturiana Eva María del Valle, doctora y profesora de la Universidad de Oviedo.

## Carrera política
Es Licenciado en Ingeniería Industrial, título obtenido en el año 1974 en la Universidad Nacional del Sur (Bahía Blanca), misma universidad en la que desde muy joven fue militante del Partido Justicialista, uno de los principales partidos del país, que junto a otros formaba la unión política Frente para la Victoria. Durante muchos años ejerció como docente, y como gerente en varias empresas privadas, sin dejar de lado los compromisos sociales en los que invirtió gran parte de su vida desde que era muy joven. Sin embargo, no fue hasta junio de 2004, cuando fue nombrado como secretario de Obras Públicas y de Medio Ambiente de la Municipalidad de General Roca. Años más tarde, el 10 de diciembre de 2010, asumió el cargo de ministro de Obra Pública, en la provincia de Río Negro, de la mano de Carlos Soria, gobernador que falleció tras solo veintidós días de mandato, el cual fue sustituido por Alberto Weretilneck.

## Vida laboral
En el ámbito público, durante sus años de carrera universitaria, fue militante en el Partido Justicialista. Una vez graduado, su carrera profesional también se vio fuertemente pronunciada por la política. Previamente a esto, se desempeñó como docente en la ENET Nº1 de Tandil. Años más tarde, ejecutó el cargo de ayudante de Primera en la Universidad Nacional del Centro (Tandil). Durante el período comprendido entre 1979 y 1986, desempeño un cargo como docente en la ENET Nº1 de General Roca, y posteriormente entre 1982 y 1983 en la ENET Nº1 de Neuquén. Años más tarde, en 1998, volvería a General Roca, donde fue de nuevo docente, esta vez en la ENET Nº2. Fue también profesor en el Colegio San Agustín de General Roca.
En el ámbito privado, se desempeñó como Gerente de Producción y Diseño en Printal SRL de Tandil, durante cuatro años, entre 1975 y 1979. Fue jefe de Producción en Ballada SA, en la ciudad de General Roca durante 1979 y 1982. En ese mismo año, tomó el cargo de gerente en la Sucursal Roca de Ingeniería Prodol SA, cargo en el cual estuvo al mando durante una década. En 1992, aceptó la propuesta de formar parte en la empresa Qualy SRL, en General Roca, donde fue el gerente de planta durante un período de cuatro años. Años más tarde, en 1996, tomó el puesto de gerente de Comercialización de Sucursal Argentina de Hurst Labeling Systems, en California, Estados Unidos. Fue también representante de la empresa Rearch SA, Buenos Aires, Sistemas de Codificación y Control de Producción, así como representante de F.M.C entre otros.